# World Bowl
Der World Bowl war das American-Football-Endspiel der NFL Europe (NFLE), die im Juni 2007 den Spielbetrieb einstellte. Er galt als das europäische Pendant zum Super Bowl der National Football League (NFL).
Die Bezeichnung stammt noch aus der ersten Saison (1991) der Vorgängerliga World League of American Football (WLAF), in der noch Teams von mehreren Kontinenten vertreten bzw. für später vorgesehen waren.
Der Begriff World Bowl wurde bereits 1974 für das Finale der World Football League und in Folge für das Finale der Nachfolgeliga gleichen Namens (2008 bis 2010) benutzt.

## Geschichte des Finales der WLAF und der NFL Europe
Der erste World Bowl wurde 1991 im vorher dazu auserwählten Londoner Wembley-Stadion ausgetragen. Die heimischen London Monarchs qualifizierten sich dafür und gewannen das Spiel und die World-Bowl-Trophäe, einen 18,6 kg schweren Globus aus Glas. Im Jahr 1992 wurde Montreal als Austragungsort vorherbestimmt. Die Heimmannschaft konnte sich dieses Mal nicht qualifizieren, so dass Anhänger der teilnehmenden US-Teams relativ lange Anreisewege hatten.
Auch mach der Beschränkung der WLAF auf europäische Teams ab 1995 und der Umbenennung in National Football League Europe 1998 blieb der Name World Bowl erhalten. Als Austragungsort wurde nun zeitweise das Heimatstadion der bestplatzierten Mannschaft der ersten Saisonhälfte gewählt. Diese stand somit auch als Gastgeber fest, auch wenn die zweite Saisonhälfte weniger erfolgreich verlief. Ab 1998 wurde die Vergabe wieder anders geregelt.
Nach 2005 wurde der World Bowl 2006 erstmals in aufeinander folgenden Jahren am selben Ort ausgetragen, in der Düsseldorfer LTU arena. Seit 2002 fanden somit vier von fünf Finals im Heimstadion der Rhein Fire statt, die wegen der Bauarbeiten zwischenzeitlich umziehen mussten.
Als Konkurrenz zur NFL gab es schon 1974 und 1975 eine World Football League, deren einziges Endspiel am 5. Dezember 1974 auch World Bowl genannt wurde. Die Birmingham Americans schlugen die Florida Blazers mit 22:21.
Die World Bowls wurden bis 2000 mit der Jahreszahl bezeichnet, und erst danach wie der Super Bowl auch offiziell mit römischen Ziffern durchnummeriert. Aufgrund eines Namenssponsoring war die offizielle Bezeichnung von 2005 bis zum Ende der Liga 2007 Yello Strom World Bowl.
Der (bis dato) letzte World Bowl, World Bowl XV, fand am 23. Juni 2007 im Frankfurter Waldstadion statt, dem Heimstadion der Frankfurt Galaxy. Mit 37:28 setzten sich die Hamburg Sea Devils gegen die Frankfurt Galaxy durch und gewannen so bei ihrer ersten Finalteilnahme den letzten World Bowl.

## Ergebnisse
| Auflage     | Datum Jahr    | Sieger             | Verlierer          | Ergebnis | Ort           | Stadion           |
| ----------- | ------------- | ------------------ | ------------------ | -------- | ------------- | ----------------- |
| 1991 (I)    | 9. Juni 1991  | London Monarchs    | Barcelona Dragons  | 21:0     | London        | Wembley-Stadion   |
| 1992 (II)   | 6. Juni 1992  | Sacramento Surge   | Orlando Thunder    | 21:17    | Montreal      | Olympiastadion    |
|             |               |                    |                    |          |               |                   |
| 1995 (III)  | 17. Juni 1995 | Frankfurt Galaxy   | Amsterdam Admirals | 26:22    | Amsterdam     | Olympiastadion    |
| 1996 (IV)   | 23. Juni 1996 | Scottish Claymores | Frankfurt Galaxy   | 32:27    | Edinburgh     | Murrayfield       |
| 1997 (V)    | 22. Juni 1997 | Barcelona Dragons  | Rhein Fire         | 38:24    | Barcelona     | Olympiastadion    |
| 1998 (VI)   | 14. Juni 1998 | Rhein Fire         | Frankfurt Galaxy   | 34:10    | Frankfurt     | Waldstadion       |
| 1999 (VII)  | 27. Juni 1999 | Frankfurt Galaxy   | Barcelona Dragons  | 38:24    | Düsseldorf    | Rheinstadion      |
| 2000 (VIII) | 25. Juni 2000 | Rhein Fire         | Scottish Claymores | 13:10    | Frankfurt     | Waldstadion       |
| 2001 IX     | 30. Juni 2001 | Berlin Thunder     | Barcelona Dragons  | 24:17    | Amsterdam     | Amsterdam Arena   |
| 2002 X      | 22. Juni 2002 | Berlin Thunder     | Rhein Fire         | 26:20    | Düsseldorf    | Rheinstadion      |
| 2003 XI     | 14. Juni 2003 | Frankfurt Galaxy   | Rhein Fire         | 35:16    | Glasgow       | Hampden Park      |
| 2004 XII    | 12. Juni 2004 | Berlin Thunder     | Frankfurt Galaxy   | 30:24    | Gelsenkirchen | Arena AufSchalke  |
| 2005 XIII   | 11. Juni 2005 | Amsterdam Admirals | Berlin Thunder     | 27:21    | Düsseldorf    | LTU arena         |
| 2006 XIV    | 27. Mai 2006  | Frankfurt Galaxy   | Amsterdam Admirals | 22:07    | Düsseldorf    | LTU arena         |
| 2007 XV     | 23. Juni 2007 | Hamburg Sea Devils | Frankfurt Galaxy   | 37:28    | Frankfurt     | Commerzbank-Arena |